# DAMAC Heights
DAMAC Heights (также Ocean Heights 2 и DAMAC Residenze) — проект строительства небоскреба в Дубае (Объединенные Арабские Эмираты).

## Описание
Небоскрёб имеет гладкую поверхность в виде слегка изогнутой сабли, сужен с увеличением высоты, должен был достигать в высоту 420 метров и иметь 85 этажей, но в феврале 2013 года, высота была сокращена до 335 метров.
DAMAC Heights будет четвёртым по высоте жилым зданием в мире и одним из самых высоких зданий в Дубае, однако, значительно ниже, чем самое высокое здание Дубай, Бурдж-Халиф (828 метров).
Стройное здание будет действовать как полностью жилая башня. 85 этажей имеют общую площадь 114 000 квадратных метров. Это здание было разработано архитектурной фирмой Aedas. Завершение по официальным данным ожидается в 2016 году.